# Banham
Banham – wieś w Anglii, w hrabstwie Norfolk, w dystrykcie Breckland. Leży 27 km na południowy zachód od miasta Norwich i 132 km na północny wschód od Londynu. Miejscowość liczy 1443 mieszkańców.